# Saint-Julien-de-Gras-Capou
Saint-Julien-de-Gras-Capou település Franciaországban, Ariège megyében. Lakosainak száma 83 fő (2022. január 1.). Saint-Julien-de-Gras-Capou La Bastide-de-Bousignac, Dun, Limbrassac és Troye-d’Ariège községekkel határos.

## Népesség
A település népessége az elmúlt években az alábbi módon változott:
| Lakosok száma | 84   | 56   | 53   | 71   | 60   | 58   | 54   | 66   | 72   | 83   |
|               | 1968 | 1982 | 1990 | 2006 | 2013 | 2015 | 2017 | 2019 | 2020 | 2022 |